# Brachypalpus amithaon
Brachypalpus amithaon är en tvåvingeart som först beskrevs av Walker 1849.  Brachypalpus amithaon ingår i släktet mulmblomflugor, och familjen blomflugor.
Artens utbredningsområde är North Carolina. Inga underarter finns listade i Catalogue of Life.